# Соллерс
ПАО «Соллерс» (SOLLERS PJSC) — российская автомобилестроительная компания. Входит в число крупнейших автомобилестроительных компаний России, в том числе по объему реализуемой продукции. Владеет контрольными пакетами акций ООО «Ульяновский автомобильный завод» («УАЗ») — ведущего российского производителя автомобилей 4x4, ПАО «Заволжский моторный завод» («ЗМЗ») — крупнейшего в России производителя 4- и 8-цилиндровых бензиновых двигателей, а также ООО «Соллерс Алабуга», ООО «Соллерс Карго» и ООО «Автомобильные индустриальные технологии» — производителей легких коммерческих автомобилей. Штаб-квартира — в Москве, предприятия — в Ульяновске, Заволжье, Владивостоке, Елабуге.

## История
В 2001 году компания «Северсталь» получила контроль над Ульяновским автозаводом (УАЗ) и Заволжским моторным заводом (ЗМЗ). В 2002 году автомобилестроительные активы выделяются в отдельный холдинг «Северсталь-авто». В 2005 году компания покупает завод малолитражных автомобилей (впоследствии «Соллерс — Набережные Челны»).
В начале 2007 года глава металлургического концерна «Северсталь» Алексей Мордашов вышел из автомобильного бизнеса, продав 49,3 % акций ОАО «Северсталь-авто» генеральному директору компании Вадиму Швецову. До этого у Швецова уже было 8,7 % акций компании. На момент сделки 42 % акций находились в свободном обращении.
В 2007 году компания приобретает часть цехов Елабужского автомобильного завода (ЕлАЗ). В мае 2008 года завод открывается как «Соллерс Алабуга».
В мае 2008 года «Северсталь-авто» проводит ребрендинг и начинает работать под брендом «Соллерс». Слово «Соллерс» (Sollers) в переводе с латинского означает «искусный, изобретательный».
В 2011 году «Соллерс» совместно с компанией Ford Motor Company учредила совместное предприятие «Ford Sollers» (50/50) для производства и дистрибуции автомобилей Ford в России. Ford внес в СП свой завод «Форд Всеволожск», а «Соллерс» — свои заводы «Соллерс Алабуга» и «Соллерс-Набережные Челны».
В 2012 году «Соллерс» совместно с Mazda Motor Corporation запускает предприятие «Mazda Sollers» с соотношением долей 50/50 во Владивостоке.
В апреле 2014 года во время кампании по деофшоризации российского бизнеса контрольный пакет акций «Соллерса» был переведён с кипрской фирмы Newdeal Investments Limited на московскую компанию ООО «Эрфикс». Конечным бенефициаром остался Швецов.
В 2019 году ПАО «Соллерс» приобрело контролирующую долю в размере 51 % в уставном капитале СП «Ford Sollers», доля Ford Motor Company составила 49 %. В 2020 году СП сообщило о ребрендинге компании — обновленное предприятие получило название «Соллерс Форд». В январе 2021 года «Соллерс Форд» выкупает у Ford завод двигателей в Елабуге.
В 2021 году ПАО «Соллерс» сменило название на «Соллерс Авто» в связи с тем, что кроме производства автомобилей, головная компания «Соллерс Груп» поставила целью развивать современные сервисы мобильности и требовалось подчеркнуть сосредоточенность на производстве автомобилей компании «Соллерс Авто». В 2022 году акционеры ПАО «Соллерс Авто» решили восстановить старое название компании —  «Соллерс» — в связи с выходом компании из-под контроля прежнего основного акционера ООО «Соллерс Груп» (сейчас — ООО «Серенити инвест»).
27 июня 2022 года основатель компании Вадим Швецов вышел из бизнеса, продав контрольный пакет «Соллерс» топ-менеджменту автоконцерна.
Доли топ-менеджмента на момент покупки: гендиректор "УАЗа" и СП "Соллерс Форд" Адиль Ширинов (39,5%), гендиректор группы "Соллерс Авто" Николай Соболев (35,5%), заместитель генерального директора Зоя Каика (20%) и заместитель директора по правовым вопросам Виктор Хвесеня (5%).
Также в 2022 году «Соллерс» заявила о запуске и развитии собственного бренда, а также развитии стратегии компании, направленной на сбалансированной интегрированности в мировой автопром и технологической независимости в критических технологиях.
В апреле 2024 года группа «Соллерс» продала свою долю ООО «Аурус» компании «Хит Моторз Рус», которая принадлежит казахстанскому TOO «High End Assembly Technologies Motors».
Летом 2024 года компания «Соллерс» представила первый школьный автобус капотной компоновки.
В сентябре 2024 года, «Соллерс» на своем предприятии «Автомобильные индустриальные технологии» начала производство туристического автобуса Sollers SA9 и междугороднего Sollers SA6. На данной площадке запланирован выпуск 1500 автобусов в год с поэтапным углубление локализации, старт продаж — декабрь 2024 года.
В апреле 2025 года «Соллерс» начал производство УАЗов на Кубе.

## Собственный бренд
В ноябре 2022 года компания «Соллерс» начала выпуск легких коммерческих грузовиков (LCV) под собственным одноименным брендом. Для этого используются мощности бывшего СП с компанией Ford в Елабуге, а также завод в Ульяновске. Организация выпуска автомобилей бескапотной («Арго») и полукапотной («Атлант») компоновки полной массой от 2,5 до 4,5 т в особой экономической зоне «Алабуга» была предусмотрена соглашением о внесении изменений в специнвестконтракт «Соллерс», подписанным 7 сентября на ВЭФ-2022.
В сентябре 2023 года «Соллерс» объявила о запуске во Владивостоке производства рамных пикапов ST6 c бензиновым турбомотором или турбодизелем.

### Sollers Atlant
Полукапотный заднеприводный цельнометаллический фургон или микроавтобус длиной 4,9, 5,05 или 6 метров и с различной высотой крыши. Габариты самой вместительной версии грузового отсека — 3572х1845х1877 мм (12 кубометров груза). Масса машин от 2,5 до 4,2 т.
Атлант выпускается с двумя дизельными моторами мощностью 139 и 150 л.с., отвечающих экологическому классу «Евро-5» и сочетающихся с шестиступенчатой механической коробкой передач. Шасси — независимая подвеска спереди и рессоры сзади.

### Sollers Argo
Бескапотный компактный грузовик для внутригородских перевозок с допустимой максимальной массой в 2,5 и 3,5 тонны (и грузоподъёмностью около тонны). Варианты грузовых надстроек зависят от заказчика, есть модели с бортовой платформой, например. Длина самой компактной версии — 5,16 м, самой вместительной — 6 м.
Моторы — дизельный двигатель мощностью 130 л.с.или бензиновый — мощностью 147 л.с., также класса Евро-5. Коробка передач —шестиступенчатая механическая. Передняя подвеска — торсионная, задняя — рессорная.

### Sollers ST6
Рамный пикап ST6 выпускается в двух вариантах. Один с бензиновым турбомотором 2,0 л мощностью 176 л. с. и с крутящим моментов в 290 Нм, другой — с турбодизелем того же объема мощностью в 136 л. с. и крутящим моментом в 320 Нм. Паспортная грузоподъемность первого варианта — 820 кг, второго — 900 кг. Коробка передач — механическая. Полный привод с жестким подключением передней оси, есть демультипликатор. Передняя подвеска — пружинная, сзади неразрезной мост на рессорах.

## Собственники и руководство
Генеральный директор ПАО «Соллерс» — Николай Соболев.
27 июня 2022 года основной акционер Вадим Швецов, который владел 76,7 % акций ПАО «Соллерс» через ООО «Соллерс Груп», продал автоконцерн компании «Альтер Инвест», которую возглавили топ-менеджеры «Соллерc». Таким образом, владельцами «Соллерс» стали ключевые топ-менеджеры холдинга в результате выкупа менеджментом.

## Деятельность

### Активы

#### Ульяновский автомобильный завод
ООО «УАЗ» в городе Ульяновске, 100 % дочерняя компания. Выпускает полноприводные легковые и коммерческие автомобили под брендом УАЗ.
Помимо традиционной продукции УАЗ, на территории завода действовала сборка грузовиков в рамках СП «Соллерс-Исузу» — совместное предприятие с Isuzu с соотношением долей участия 50/50 в Ульяновске

#### Заволжский моторный завод
ПАО «ЗМЗ» в городе Заволжье Нижегородской области, 94,98 % акций принадлежит ООО «УАЗ». Выпускает бензиновые автомобильные двигатели для автомобилей типа SUV и LCV и более 450 наименований автокомпонентов.

#### «Соллерс Алабуга»
Резидент особой экономической зоны «Алабуга» ООО «Соллерс Алабуга», 100 % дочерняя компания. Выпускает Sollers Atlant (на базе JAC Sunray) и Sollers Argo (JAC N25/N35).

#### «Соллерс Карго»
ООО «Соллерс Карго», 100% дочерняя компания.
Расположенное на территории индустриального парка УАЗ предприятие по производству полного цикла малотоннажных грузовиков Sollers Argo. Есть линия сварки кабин и цех сборки.

#### «Соллерс Комтранс»
АО «Соллерс Комтранс», 100% дочерняя компания.
Бывшее АО «Исузу Рус». В 2023 году «Соллерс» выкупил 100% долей компании и планирует перезапуск площадки с новой модельной линейкой. Текущая задача компании — поставки запасных частей для грузовых автомобилей Isuzu для выполнения гарантийных обязательств и сервисного обслуживания, а также работы по новой модельной линейке.

#### Автомобильные индустриальные технологии
ООО «Автомобильные индустриальные технологии», 100 % дочерняя компания. Выпускает пикапы Sollers ST6, аналогичные китайскому JAC T6. На 2024 год запланирован запуск производства второй модели пикапа Sollers.

#### Центр продуктового развития Соллерс
Центр работает на базе инновационного технопарка «Идея» в Казани. Задачи — развитие модельного ряда автомобилей Sollers и а УАЗ, инженерное сопровождение масштабной программы локализации, разработка новых технологический решений. Первые проекты — разработка полного привода для Sollers Atlant, обновление стилевого решения УАЗ «Патриот», интеграция и локализация дизельного двигателя с 6-ступенчатой МКПП в автомобили УАЗ, проработка локализации новых систем пассивной безопасности.

#### «Соллерс производство трансмиссий»
ООО «Соллерс ПТ», 100% дочерняя компания. Располагается на площадке индустриального парка ЗМЗ.
В 2024 году на предприятии стартовало серийное производство 6-ступенчатых механических коробок передач для легких коммерческих автомобилей Sollers и внедорожников УАЗ.

#### «Соллерс транспортные решения»
ООО «Соллерс ТР»,100% дочерняя компания.
Основное направление — аренда и лизинг автотранспорта, подписка на автомобили для малого, среднего и крупного бизнеса.

#### «Компоненты системы безопасности»
ООО «Компоненты Системы Безопасности», 100% дочерняя компания, резидент индустриального парка УАЗ. В рамках юридического лица будет налажен выпуск подушек безопасности, рулевых колес, ремней безопасности и электронных блоков управления системой. Серийное производство планируется запустить в 2025 году.

### Совместные предприятия (бывшие)

#### Mazda
ООО «Мазда Соллерс Мануфэкчуринг Рус» (МСМР) — совместное предприятие с Mazda с соотношением долей участия 50/50 во Владивостоке на территории опережающего развития «Надеждинская». Выпускает автомобили Mazda CX-5, CX-9, СХ-30 и Mazda6. Мощность завода 70 тыс. машин в год. В 2021 году завод выпустил 21 тыс автомобилей. 
В 2018 году во Владивостоке открылся завод двигателей Mazda, построенный совместным предприятием «Мазда Соллерс Мануфэкчуринг Рус». Завод двигателей специализируется на производстве бензиновых 4-х цилиндровых двигателей Mazda SkyActiv-G, соответствующих экологическому стандарту Евро-5. Проектная мощность — 50 тыс. двигателей в год. В конце сентября 2022 года СМИ сообщили о планах выхода компании Mazda из этого проекта.
«Соллерс» консолидировал 100% долей бывшего паритетного СП с Mazda в конце 2022 года, выкупив долю японской корпорации за символическую стоимость в 1 евро. Но Mazda сохранила опцион на выкуп доли в СП в течение трёх лет. 
Предприятие переименовали в ООО «Автомобильные индустриальные технологии».

#### «Соллерс Форд»
ООО «Соллерс Форд» (до 2019 года — «Ford Sollers») — совместное предприятие ПАО «Соллерс» и концерна Ford. Сегодня компания производит на своих мощностях в Елабуге (Республика Татарстан) семейство автомобилей Ford Transit, а также широкую линейку модификаций специального и социального назначения.
Ford внес в СП завод Ford во Всеволожске и дистрибуторскую сеть. «Соллерс» внесла в СП два своих завода «Соллерс-Елабуга» и «Соллерс — Набережные Челны»:
- завод во Всеволожске (Ленинградская обл.). Производственная мощность завода — 160 тыс.автомобилей в год. До июня 2019 года выпускал автомобили Ford: Focus и седан Mondeo.
- завод в Набережных Челнах (Татарстан) (бывший «Завод малолитражных автомобилей»), 100 % акций (май 2008 года). Производственная мощность завода «Соллерс-Набережные Челны» — 110 тыс. автомобилей в год. До июня 2019 года выпускал автомобили Ford: EcoSport и Fiesta.
- завод в Елабуге (Татарстан). Производственная мощность завода — 75 тыс. автомобилей в год. Выпускает автомобили Transit в настоящее время.
- завод двигателей в Елабуге. С сентября 2015 года до июня 2019 года выпускал бензиновые двигатели Duratec. На нём производились три версии бензинового двигателя 1.6 Duratec с распределённым впрыском мощностью 85, 105 и 125 л. с. До середины 2017 года завод выпустил 30 000 двигателей, достигнув уровня локализации 78 %.

В 2019 году Ford свернул производство и продажи легковых автомобилей в России. Соллерс доводит свою долю в СП до 51 %.
Обновленное СП перезапустилось в июле 2019 года на базе завода в Елабуге — этому предшествовало решение Ford уйти с российского рынка легковых автомобилей в связи с изменением бизнес-модели. Впоследствии прекратили свою работу автомобильные заводы Ford Sollers в Набережных Челнах и Всеволожске, а также завод двигателей в ОЭЗ «Алабуга» (город Елабуга). Было принято решение сосредоточиться на развитии сегмента легких коммерческих автомобилей (LCV) в России, где у Ford уже был успешный продукт — фургон Ford Transit.
В декабре 2021 года площадка Форд Всеволожск продана компании Sungwoo Hitech, поставщику комплектующих для Hyundai Motor. Предполагается ее перепрофилирование под производство автокомпонентов.
После вторжения России на Украину компания «Ford» сообщила о приостановке деятельности совместного предприятия со 2 марта 2022 года.

### Совместные предприятия
ООО «Мазда Соллерс Мануфэкчуринг Рус» (МСМР) — совместное предприятие с Mazda с соотношением долей участия 50/50 во Владивостоке на территории опережающего развития «Надеждинская». Выпускает автомобили Mazda CX-5, CX-9, СХ-30 и Mazda6. Мощность завода 70 тыс. машин в год. В 2021 году завод выпустил 21 тыс автомобилей.
В 2018 году во Владивостоке открылся завод двигателей Mazda, построенный совместным предприятием «Мазда Соллерс Мануфэкчуринг Рус». Завод двигателей специализируется на производстве бензиновых 4-х цилиндровых двигателей Mazda SkyActiv-G, соответствующих экологическому стандарту Евро-5. Проектная мощность — 50 тыс. двигателей в год.
В конце сентября 2022 года СМИ сообщили о планах выхода компании Mazda из этого проекта

### Показатели деятельности
В 2018 выручка компании составила 39 479 млн рублей, что превысило показатели 2017 года на 10,4 %.
В 2019 году группа «Соллерс» получила выручку в размере 57,839 млн рублей, чистую прибыль — в размере 128 млн рублей. Существенное влияние на показатели деятельности оказало приобретение контролирующей доли в СП Ford Sollers с 1 июля 2019 года. На динамику выручки группы значительно повлиял объем продаж автомобилей Ford Transit и автокомпонентов, а также выпуск новых спецверсий на базе автомобилей УАЗ..
В 2020 году группа «Соллерс» получила выручку в размере 66,0 млн. рублей. Рост выручки на 14 % к 2019 связан, в первую очередь, с приобретением контролирующей доли в СП «Соллерс Форд» во втором полугодии 2019 года.
Показатель EBITDA по итогам 2018 года составил 481 млн рублей, показатель EBITDA margin −1,2 %. Чистый денежный поток от операционной деятельности увеличился до 6 243 млн руб. по итогам 2018 года, годом ранее он составлял −1 121 млн рублей. По результатам 2018 года группа «Соллерс» получила чистую прибыль в размере 46 млн рублей.. Показатель EBITDA в 2020 году увеличился на 10 % до 3,2 млрд рублей.
Согласно консолидированной отчетности по МСФО выручка за первую половину 2023 года составила 32,7 млрд рублей, EBITDA — 3,9 млрд рублей, чистая прибыль — 1,4 млрд рублей.

### Текущие[уточнить]проекты
В 2020 году компания «Соллерс» стала индустриальным партнером проекта по производству автомобилей представительского и высшего класса AURUS. Серийное производство автомобилей AURUS стартовало в первом квартале 2021 года на мощностях завода «Соллерс Форд» в Елабуге, пилотную партию автомобилей направили для испытаний в научно-исследовательский автомобильный и автомоторный институт НАМИ. В апреле 2024 года группа «Соллерс» продала свою долю ООО «Аурус» компании «Хит Моторз Рус»
В мае 2020 года «Соллерс» запустила сервис подписки на свои автомобили. Для этого в структуре группы создана новая компания — «Соллерс Транспортные решения», которая сосредоточилась на развитии услуг по аренде и подписки на автомобили. В 2020 году услуга предлагалась только корпоративным клиентам и помесячно (на автомобили УАЗ и Ford).
В сентябре 2022 года компания заявила, что будет собирать легкие коммерческие автомобили под собственным брендом на базе бывшего производства Ford Transit. В 2023 году «Соллерс» запустил производство коммерческих автомобилей Sollers Atlant и Sollers Argo в Елабуге, впоследствии перенес выпуск Sollers Argo по полному циклу на новый завод «Соллерс Карго» в Ульяновске. Sollers Atlant в данное время производится по технологии полного цикла на предприятии «Соллерс Алабуга» в Елабуге.
В 2022 году между «Соллерс» и Минпромторгом РФ было заключено дополнительное соглашение об изменениях в действующий специальный инвестиционный контракт, по которому компания берет на себя обязательства обеспечить высокий уровень локализации новой линейки автомобилей, включая локализацию дизельных двигателей, штамповочного производства, ключевых электронных модулей, элементов шасси, изделий из пластика. Основная часть локализационной программы будет реализована через развитие существующих и создание новых предприятий-поставщиков на территории ОЭЗ «Алабуга». 
В 2023 году «Соллерс» запустил серийное производство дизельных двигателей объемом 2 и 2,7 л, соответствующих экологическому стандарту Евро-6, на заводе «Соллерс» в ОЭЗ «Алабуга». Максимальная мощность предприятия — 50 тысяч двигателей в год.
В 2024 году «Соллерс» объявил о старте проекта по локализации компонентов систем безопасности. Компания начнет серийный выпуск подушек безопасности, рулей, ремней безопасности и ЭБУ в 2025 году на площадке индустриального парка УАЗ в рамках дочернего общества «Компоненты Системы Безопасности». Потребителями продукции станут предприятия СОЛЛЕРС и другие российские автопроизводители.
В марте 2024 года «Соллерс» приступил к серийному производству 6-ступенчатых механических коробок передач на площадке ООО «Соллерс Производство Трансмиссий». Общий объем производства по проекту составит 7 тысяч штук в 2024 году с последующим ростом до 50 тысяч штук в год. Новые МКПП будут устанавливаться на модельный ряд легких коммерческих автомобилей Sollers и автомобилей УАЗ. На предприятии также планируется локализовать технологические операции по литью и механической обработке картеров, в дальнейшем рассматривается локализация всех основных деталей МКПП. 
В сентябре 2024 года был представлен Sollers TR180 — первый магистральный седельный тягач. 

### Закрывшиеся проекты

#### Дальний Восток
ООО «Соллерс — Дальний Восток» — предприятие во Владивостоке в Приморском крае. Открыто в декабре 2009 года на базе «Дальзавода». Производственная мощность завода — 35 000 автомобилей в год. Осуществлял крупноузловую сборку внедорожников SsangYong: Rexton, Kyron, Actyon и Actyon Sports В 2015 году сборка прекращена.
ООО «Соллерс-Буссан» — совместное предприятие с Mitsui & Co. с соотношением долей участия 50/50 во Владивостоке. Некоторое время выпускал автомобили Toyota Land Cruiser Prado. Сборка велась с 2013 по 2015 годы на заводе «Соллерс-Буссан» во Владивостоке. В 2021 году проект был заморожен.

## Санкции
14 сентября 2023 года, в ответ на российское нападение на Украину, компания включена в блокирующий санкционный список США против производственного сектора экономики России.